# Пауэлл, Роберт
Роберт Пауэлл (англ. Robert Powell; род. 1 июня 1944, Солфорд, Англия) — английский актёр.

## Биография
Роберт Пауэлл родился на севере Англии, в Салфорде, в семье Кэтлин (урождённой Дэвис) и Джона Уилсона Пауэллов. Окончил Салфордский университет (University of Salford).
Актёрская карьера Пауэлла началась в 1964 году, когда он был студентом университета, на театральной сцене. Кинодебют состоялся в 1967 году в фильме Питера Йетса «Ограбление». Однако известность актёру принесла роль в телевизионном сериале BBC «Doomwatch» (1970).
На протяжении нескольких лет Роберт Пауэлл работал в основном на телевидении, лишь время от времени снимаясь в нетелевизионных фильмах, например, в таких, как «Малер» и «Томми» Кена Рассела.
25 августа 1975 года Пауэлл женился на Барбаре Лорд, танцовщице из коллектива Pan’s People. У них двое детей: Барни (род. 23.11.1977) и Кейт (род. в 1979 году)
В 1977 году сыграл Иисуса в мини-сериале Франко Дзеффирелли «Иисус из Назарета».
В 1982 году получил «Золотого Феникса» как лучший актёр на 39-м Венецианском кинофестивале за роль в фильме Кшиштофа Занусси «Императив».

## Фильмография
| Год       |     | Русское название          | Оригинальное название        | Роль                    |
| --------- | --- | ------------------------- | ---------------------------- | ----------------------- |
| 1967      | ф   | Ограбление                | Robbery                      | в титрах не указан      |
| 1969      | ф   | Путь по кривой дорожке    | Walk a Crooked Path          | Малвани                 |
| 1969      | ф   | Итальянская работа        | The Italian Job              | «Жёлтый»                |
| 1971      | ф   | Секреты                   | Secrets                      | Алан Вуд                |
| 1972      | ф   | Беги без оглядки          | Running Scared               | Toм Бетанкур            |
| 1972      | ф   | Лечебница                 | Asylum                       | доктор Мартин           |
| 1972      | ф   | Дух мертвеца              | The Asphyx                   | Жиль Каннингем          |
| 1974      | ф   | Малер                     | Mahler                       | Густав Малер            |
| 1975      | ф   | Томми                     | Tommy                        | Капитан Уолкер          |
| 1977      | мтф | Иисус из Назарета         | Jesus Of Nazareth            | Иисус Христос           |
| 1977      | ф   | По ту сторону добра и зла | Al di là del bene e del male | Пол Ри                  |
| 1978      | тф  | Четыре пера               | The Four Feathers            | Джек Дюрранс            |
| 1978      | ф   | Тридцать девять ступеней  | The Thirty Nine Steps        | Ричард Ханней           |
| 1980      | ф   | Арлекин                   | Harlequin                    | Грегори Волф            |
| 1980      | ф   | Джейн Остин на Манхэттене | Jane Austen in Manhattan     | Пьер                    |
| 1981      | ф   | Выживший                  | The Survivor                 | Келлер                  |
| 1982      | тф  | Горбун из Нотр-Дама       | The Hunchback of Notre Dame  | Феб                     |
| 1982      | ф   | Императив                 | Imperativ                    | Августин                |
| 1983      | ф   | Человек-загадка           | The Jigsaw Man               | Джейми Фрейзер          |
| 1984      | ф   | Франкештейн               | Frankenstein                 | д-р Виктор Франкенштейн |
| 1984      | ф   | Что ждёт внизу            | What Waits Below             | Руперт «Волк» Волфсен   |
| 1985      | ф   | Д'Аннунцио                | D'Annunzio                   | Габриель Д'Аннунцио     |
| 1986      | тф  | Шака, король зулусов      | Shaka Zulu                   | д-р Генри Финн          |
| 1992      | ф   | Кладбище Чанак Баир       | Chunuk Bair                  | Фрэнк Смит              |
| 1992      | ф   | В круге первом            | The First Circle             | Глеб Нержин             |
| 1993      | ф   | Тайна Эдвина Друда        | The Mystery of Edwin Drood   | Яспер                   |
| 1995—1996 | с   |                           | Fantomcat                    | герцог Фантом (озвучка) |
| 1997      | тф  | Гордость Африки           | Pride of Africa              | David Webb              |